# Роза (Варгашинський район)
Ро́за (рос. Роза) — селище у складі Варгашинського району Курганської області, Росія. Входить до складу Варгашинської селищної ради.
Населення — 34 особи (2010, 54 у 2002).